# My Youth Romantic Comedy Is Wrong, As I Expected
My Youth Romantic Comedy Is Wrong, As I Expected (яп. やはり俺の青春ラブコメはまちがっている。 Яхари орэ но сэйсюн рабукомэ ва матигаттэиру., «Как я и думал, с романтической комедией моей юности что-то не так.»), также известная под сокращёнными названиями Hamachi (яп. はまち Хамати) и OreGairu (яп. 俺ガイル ОрэГаиру), — серия японских ранобэ, написанная Ватару Ватари и иллюстрированная Ponkan⑧.
В 2012 году была выпущена первая глава манга-адаптации. С апреля 2013 года также вышло три сезона одноимённой аниме-адаптации (в США получила название My Teen Romantic Comedy SNAFU). Первый сезон снимала студия Brain’s Base, а второй и третий — Feel.

## Сюжет
Хатиман Хикигая — ученик второго класса старшей школы. У него нет ни девушки, ни друзей, обществу других людей он предпочитает одиночество, а на вопросы о том, чем он хочет заниматься в будущем, он отвечает: «Не работать». Окружение считает его странным и ни на что не годным человеком. Однако учительница Хатимана, Сидзука Хирацука, заставляет его вступить в школьный кружок волонтеров, призванный помогать таким людям, как Хикигая. Кроме самого Хатимана в нём состоит только один человек — известная в школе красавица-отличница Юкино Юкиносита. Сидзука предлагает им пари: чьи убеждения помогут большему числу людей?

## Персонажи
- Хатиман Хикигая (яп. 比企谷 八幡 Хикигая Хатиман) — главный герой, рассказчик в ранобэ, ученик класса 2-F старшей школы «Собу» в городе Тиба префектуры Тиба. Второй член кружка волонтеров. Хорош в гуманитарных дисциплинах, занял третье место в школе по оценкам по японскому языку. Из-за дискриминации в прошлом оказался социально изолированным, приобрёл привычку внимательно изучать окружающих и стал крайне прагматичным.

Сэйю: Такуя Эгути
- Юкино Юкиносита (яп. 雪ノ下 雪乃 Юкиносита Юкино) — глава кружка волонтеров, ученица 2-J спецкласса той же школы, что и главный герой. По характеру перфекционистка, что сказалось на её оценках и отношении к окружающим людям. Считает, что должна помогать «заблудшим душам» (людям, не способным справиться с собственными проблемами). Является одной из самых красивых девушек школы. Боится собак и обожает кошек, но открыто этого не признаёт.

Сэйю: Саори Хаями
- Юи Юигахама (яп. 由比ヶ浜 結衣 Юигахама Юи) — первый клиент кружка волонтеров и третий, последний, его член. Вступила в кружок после исполнения её просьбы. Одноклассница Хатимана. Характер мягкий, жизнерадостный, общительный, уступчивый. Умеет оценивать настроение в группе и старается по возможности сгладить его, но предпочитает держаться на «вторых ролях». Является одной из самых красивых девушек класса и всей школы. Дружит с Юмико и Хиной, которые вместе образуют «группу Миуры». Не умеет готовить, но решила приложить все силы, чтобы научиться.

Сэйю: Нао Тояма

## Медиа

### Ранобэ
Ранобэ написано Ватару Ватари и проиллюстрировано Ponkan⑧. Оно было издано под импринтом Gagaga Bunko издательством Shogakukan. Первый том вышел 18 марта 2011 года, а последний, четырнадцатый, 19 ноября 2019 г.
Тома 3, 4, 7 и 8 публиковались одновременно с ограниченным специальным изданием. К 3 и 7 томам прилагались диски с аудиопостановками, а к 4 и 8 — артбуки Ponkan⑧ и приглашенных иллюстраторов. Сборник коротких историй вышел 20 августа 2013 года под номером 7,5 Дополнительные укороченные тома с номерами 6,25, 6,50 и 6,75 вышли в наборе с 1, 3 и 5 DVD и BD первого сезона аниме-сериала, а позже их сокращённая компиляция появилась в свободной продаже одной книгой под номером 6,5 22 июля 2014 года. Её ограниченное специальное издание шло вместе с drama CD. 18 марта 2015 года вышел ещё один том с короткими рассказами под номером 10,5.
| № | Дата публикации     | ISBN                                                                                              |
| --- | ------------------- | ------------------------------------------------------------------------------------------------- |
| 1 | 18 марта 2011 г.    | ISBN 978-4-09-451262-5                                                                            |
| Хирацука приводит Хатимана в кружок обслуживания и объявляет о соревновании между ним и Юкино. Сначала он помогает впоследствии вступившей в этот же кружок Юи, затем Дзаймокудзе и Тоцуке. |                     |                                                                                                   |
| 2 | 20 июля 2011 г.     | ISBN 978-4-09-451286-1                                                                            |
| Кружок помогает Хаято и Тайси, брату Саки. Встретившись с Юи, Комати узнаёт в ней владелицу собаки, которую Хатиман год назад выхватил из-под колёс машины, получив открытый перелом ноги. Он решает, что та добра к нему только из жалости, и рвёт с ней все отношения. |                     |                                                                                                   |
| 3 | 18 ноября 2011 г.   | ISBN 978-4-09-451304-2 (обычное издание) ISBN 978-4-09-451307-3 (ограниченное издание с Drama CD) |
| Юкино мирит Хатимана и Юи. Кружок и Дзаймокудза играют в карты на раздевание против игрокружка. |                     |                                                                                                   |
| 4 | 16 марта 2012 г.    | ISBN 978-4-09-451332-5 (обычное издание) ISBN 978-4-09-451333-2 (ограниченное издание с артбуком) |
| Кружок обслуживания сотоварищи во главе с Хирацукой едут в детский лагерь в качестве добровольно-принудительной помощи. Там они встречают девочку, которую изгнали из компании, Руми Цуруми. Юкино решает помочь ей, но решение (пусть и ужасное) проблемы находит Хатиман. По возвращении он узнаёт, что сбившая его машина принадлежит семье Юкино. |                     |                                                                                                   |
| 5 | 18 июля 2012 г.     | ISBN 978-4-09-451356-1                                                                            |
| Книга описывает остаток летних каникул Хатимана. По их окончании он отчуждается от Юкино. |                     |                                                                                                   |
| 6 | 20 ноября 2012 г.   | ISBN 978-4-09-451380-6                                                                            |
| Книга описывает фестиваль культуры школы «Собу». Сагами становится председателем его исполкома, но сваливает свои обязанности на Юкино. Видя, как страдает Юкиносита, Хатиман решает вновь сблизиться с ней. |                     |                                                                                                   |
| 7 | 19 марта 2013 г.    | ISBN 978-4-09-451402-5 (обычное издание) ISBN 978-4-09-451403-2 (ограниченное издание с Drama CD) |
| Тобэ просит кружок обслуживания помочь ему в налаживании его личной жизни. Вторые классы школы «Собу» едут на экскурсию в Киото, где Хатиман подставляется под удар ради Тобэ. В очередной раз видя, как Хикигая выставляет себя козлом отпущения, Юкино открыто говорит ему о неприятии его методов. |                     |                                                                                                   |
| 6.25 | 26 июня 2013 г.     |                                                                                                   |
| Сюжет книги покрывает промежуток между книгами 6 и 6.25. |                     |                                                                                                   |
| 7.5 | 20 августа 2013 г.  | ISBN 978-4-09-451434-6                                                                            |
| Сборник рассказов. |                     |                                                                                                   |
| 6.50 | 28 августа 2013 г.  |                                                                                                   |
| Сюжет книги покрывает промежуток между книгами 6.25 и 6.50. |                     |                                                                                                   |
| 6.75 | 23 октября 2013 г.  |                                                                                                   |
| Книга описывает спортивный фестиваль школы «Собу». |                     |                                                                                                   |
| 8 | 19 ноября 2013 г.   | ISBN 978-4-09-451451-3 (обычное издание) ISBN 978-4-09-451453-7 (ограниченное издание с артбуком) |
| Новый клиент кружка — первогодка Ироха Иссики, которую против воли записали в кандидаты на пост главы ученического совета, причём конкурентов у неё нет. Кружок волонтёров должен помочь ей проиграть выборы, но достойно, однако его работу осложняет тот факт, что он больше не является одним целым. Хаято намекает, что однажды не помог Юкино, после чего она отвернулась от него. |                     |                                                                                                   |
| 9 | 18 апреля 2014 г.   | ISBN 978-4-09-451482-7                                                                            |
| Ироха вновь обращается за помощью к кружку, но Хатиман решает помочь ей самостоятельно — он понимает, как сильно подвёл Юкино, уговорив Ироху стать главой учсовета, когда Юкиносита-младшая хотела показать сестре, что может чего-то добиться и без помощи других. Просьба заключается в помощи учсовету, скооперировавшемуся с соседней школой для проведения рождественского праздника. В итоге Хатиман всё же обращается к девушкам за помощью, но просит от них искренности в дальнейшем. Все трое мирятся. |                     |                                                                                                   |
| 6.5 | 18 июля 2014 г.     | ISBN 978-4-09-451501-5 (обычное издание) ISBN 978-4-09-451502-2 (ограниченное издание с Drama CD) |
| Компиляция рассказов из томов, вышедших бонусами к BD/DVD аниме-сериала, то есть томов 6,25, 6,50 и 6,75. |                     |                                                                                                   |
| 10 | 18 ноября 2014 г.   | ISBN 978-4-09-451523-7                                                                            |
| К концу второго года учёбы в старшей школе ученики должны выбрать между технической и гуманитарной специальностью. Юмико хочет узнать, какую выбрал Хаято, чтобы проучиться с ним ещё год, но тот желает, чтобы она опиралась лишь на своё мнение. Тогда Миура посылает письмо кружку обслуживания. |                     |                                                                                                   |
| 10.5 | 18 марта 2015 г.    | ISBN 978-4-09-451542-8                                                                            |
| Сборник рассказов. |                     |                                                                                                   |
| 11 | 24 июня 2015 г.     | ISBN 978-4-09-451558-9                                                                            |
| Желая накормить Хаято приготовленным ею шоколадом, Ироха придумывает уроки готовки шоколада ко Дню святого Валентина, Хаято и ещё несколько мальчиков выступают дегустаторами. По возвращении с уроков троицу застаёт мать Юкино. Ссылаясь на позднее время, она решает привязать младшую дочь к себе, но товарищи отстаивают её. Тогда же становится ясно, что проблема Юкино — неспособность принимать решения самостоятельно. Юи намекает на решение, но Хатиман его отвергает. |                     |                                                                                                   |
| 12 | 21 сентября 2017 г. | ISBN 978-4-09-451674-6                                                                            |
| Юкино принимает своё решение: научиться самостоятельности, и, когда Ироха просит кружок помочь с проведением выпускного бала в американском стиле, отказывается от помощи Юи и Хатимана. Однако на пути мероприятия встаёт совет попечителей школы, членам которого не понравились фотографии с его репетиции. |                     |                                                                                                   |
| 13 | 20 ноября 2018 г.   | ISBN 978-4-09-451762-0                                                                            |
| Хатиман изо всех сил пытается помочь Юкино, не вызывая её подозрений, и в конце концов соглашается уступить ей победу в соревновании кружка, если выпускной состоится. Он собирает помощников и притворяется, что организовывает масштабный бал с соседней школой. Это помогает. Желание Юкино по случаю победы: исполнить желание Юи. |                     |                                                                                                   |
| 14 | 19 ноября 2019 г.   | ISBN 978-4-09-451781-1                                                                            |
| Хатиману и Юи не хочется терять Юкино, поэтому Юигахама проводит с ним несколько дней и просит осчастливить Юкиноситу. Тот решает всё-таки реализовать совместный выпускной и говорит матери Юкино, что её младшая дочь способна его провести, ведь она уже помогла с проведением школьного. Когда он напрямую просит Юкино помочь, та отвечает, что взамен хочет получить всего Хатимана. Они, по сути, становятся парой. Хаято выказывает неудовольствие, но и только, Харуно мрачно довольна, что Юкино решила пойти по стопам отца, и старшая дочь семьи может жить в своё удовольствие, Юи отчуждается от пары и перестаёт приходить в кружок. Мероприятие удаётся. Начало следующего учебного года. Хирацука переводится в другую школу, Комати и Тайси поступают в Собу, кружок без Хирацуки закрывается, но Ироха и Комати фиктивно открывают его заново. Первым новым клиентом становится Юи, которая спрашивает, как восстановить отношения с друзьями, ставшими парой. |                     |                                                                                                   |
| 14.5 | 20 апреля 2021 г.   | ISBN 978-4-09-453004-9                                                                            |

### Манга
Иллюстратором первой манга-адаптации стал Рэти Кадзуки. Она публиковалась издательством Square Enix под названием My Youth Romantic Comedy Is Wrong, As I Expected -Monologue- (яп. やはり俺の青春ラブコメはまちがっている。－妄言録－ Яхари орэ но сейсюн рабу комэ ва матигаттэиру. Мо:гэнроку (моноро:гу)) в журнале Big Gangan с 25 сентября 2012 по 25 апреля 2023 года. Всего вышло 22 танкобона. Вторая серия с иллюстрациями Наомити Ио под названием My Youth Romantic Comedy Is Wrong, As I Expected @comic (яп. やはり俺の青春ラブコメはまちがっている。＠comic Яхари орэ но сэйсюн рабу комэ ва матигаттэиру. Атто комикку) выходила в журнале Monthly Sunday Gene-X издательства Shogakukan с 19 декабря 2012 по 19 января 2023 года. Издано также 22 танкобона. Также на основе ранобэ вышла ёнкома Юты Танэды с названием Yahari 4-koma demo Ore no Seishun Love Come wa machigatteiru. (яп. やはり4コマでも俺の青春ラブコメはまちがっている。 Яхари ёнкома дэмо орэ но сэйсюн рабу комэ ва матигаттэиру.), изданная Ichijinsha. Глава-превью была опубликована в выпуске за май 2013 журнала Manga 4-koma Palette, вышедшего 22 марта 2013 года, а первая глава — за июнь 2013 г. от 22 апреля 2013 г. Танкобон с ней вышел 21 июня 2014 года. Она завершилась 22 июня 2015 года, всего вышло 2 тома. Первая антология разных авторов была опубликована Ichijinsha под импринтом DNA Media Comics 25 мая 2013 года, а вторая — 25 июля 2013 года.

#### My Youth Romantic Comedy Is Wrong, As I Expected -Monologue-
| №  | Дата публикации | ISBN                   |
| -- | --------------- | ---------------------- |
| 1  | 19 марта 2013   | ISBN 978-4-7575-3925-9 |
| 2  | 20 августа 2013 | ISBN 978-4-7575-4031-6 |
| 3  | 25 декабря 2013 | ISBN 978-4-7575-4193-1 |
| 4  | 24 мая 2014     | ISBN 978-4-7575-4318-8 |
| 5  | 18 ноября 2014  | ISBN 978-4-7575-4466-6 |
| 6  | 18 марта 2015   | ISBN 978-4-7575-4581-6 |
| 7  | 18 июня 2015    | ISBN 978-4-7575-4663-9 |
| 8  | 25 декабря 2015 | ISBN 978-4-7575-4845-9 |
| 9  | 25 июля 2016    | ISBN 978-4-7575-5062-9 |
| 10 | 25 января 2017  | ISBN 978-4-7575-5226-5 |
| 11 | 25 августа 2017 | ISBN 978-4-7575-5456-6 |
| 12 | 24 марта 2018   | ISBN 978-4-7575-5675-1 |
| 13 | 25 марта 2019   | ISBN 978-4-7575-5897-7 |
| 14 | 25 июня 2019    | ISBN 978-4-7575-6174-8 |
| 15 | 25 ноября 2019  | ISBN 978-4-7575-6359-9 |
| 16 | 25 марта 2020   | ISBN 978-4-7575-6578-4 |
| 17 | 22 июля 2020    | ISBN 978-4-7575-6714-6 |
| 18 | 25 января 2021  | ISBN 978-4-7575-7052-8 |
| 19 | 26 июля 2021    | ISBN 978-4-7575-7380-2 |
| 20 | 25 марта 2022   | ISBN 978-4-7575-7841-8 |
| 21 | 25 ноября 2022  | ISBN 978-4-7575-8272-9 |
| 22 | 25 июля 2023    | ISBN 978-4-7575-8693-2 |

#### My Youth Romantic Comedy Is Wrong, As I Expected @comic
| №  | Дата публикации  | ISBN                   |
| -- | ---------------- | ---------------------- |
| 1  | 17 мая 2013      | ISBN 978-4-09-157349-0 |
| 2  | 19 ноября 2013   | ISBN 978-4-09-157362-9 |
| 3  | 19 мая 2014      | ISBN 978-4-09-157377-3 |
| 4  | 19 ноября 2014   | ISBN 978-4-09-157396-4 |
| 5  | 19 мая 2015      | ISBN 978-4-09-157417-6 |
| 6  | 21 ноября 2015   | ISBN 978-4-09-157430-5 |
| 7  | 17 июня 2016     | ISBN 978-4-09-157450-3 |
| 8  | 21 ноября 2016   | ISBN 978-4-09-157464-0 |
| 9  | 19 мая 2017      | ISBN 978-4-09-157486-2 |
| 10 | 17 ноября 2017   | ISBN 978-4-09-157506-7 |
| 11 | 18 мая 2018      | ISBN 978-4-09-157525-8 |
| 12 | 19 ноября 2018   | ISBN 978-4-09-157550-0 |
| 13 | 19 апреля 2019   | ISBN 978-4-09-157563-0 |
| 14 | 19 ноября 2019   | ISBN 978-4-09-157581-4 |
| 15 | 19 марта 2020    | ISBN 978-4-09-157592-0 |
| 16 | 18 сентября 2020 | ISBN 978-4-09-157606-4 |
| 17 | 19 февраля 2021  | ISBN 978-4-09-157623-1 |
| 18 | 19 июля 2021     | ISBN 978-4-09-157642-2 |
| 19 | 17 декабря 2021  | ISBN 978-4-09-157664-4 |
| 20 | 9 мая 2022       | ISBN 978-4-09-157679-8 |
| 21 | 19 октября 2022  | ISBN 978-4-09-157691-0 |
| 22 | 18 апреля 2023   | ISBN 978-4-09-157664-4 |

#### Yahari 4-koma demo ore no seishun Love Come wa machigatte iru.
| № | Дата публикации | ISBN                   |
| - | --------------- | ---------------------- |
| 1 | 21 июня 2014    | ISBN 978-4-7580-8203-7 |
| 2 | 22 июля 2015    | ISBN 978-4-7580-8243-3 |

#### Yahari ore no seishun rabu kome wa machigatte iru. Komikkuansorojī
| № | Дата публикации | ISBN                   |
| - | --------------- | ---------------------- |
| 1 | 25 мая 2013     | ISBN 978-4-7580-0748-1 |
| 2 | 25 июля 2013    | ISBN 978-4-7580-0765-8 |
| 3 | 25 августа 2015 | ISBN 978-4-7580-0856-3 |
| 4 | 28 января 2016  | ISBN 978-4-7580-0887-7 |

#### Yahari ore no seishun rabu kome wa machigatte iru. G X Komikkuansorojī
| № | Дата публикации | ISBN                   |
| - | --------------- | ---------------------- |
| 1 | 17 июля 2020    | ISBN 978-4-0915-7601-9 |

### Аниме
С апреля по июнь 2013 года осуществлялся показ аниме-адаптации (на официальном сайте также озаглавлена как «My Teen Romantic Comedy SNAFU»). Второй сезон был анонсирован в апреле 2014 года, транслировался с 3 апреля по 27 июня 2015-го. О производстве третьего сезона объявили в марте 2019 года, он был запланирован к выходу в апреле 2020 года, но выход был отложен на июль из-за пандемии COVID-19. Съёмками второго и третьего сезонов занималась студия Feel. OVA третьего сезона связана с последней игрой франшизы.

#### Музыка
Автором фоновой музыки к сериалу стал Какэру Исихама. Сборники OST к сериалу вышли в комплекте с первым и седьмым BD-DVD.
В качестве начальной темы выступила песня «Yukitoki» в исполнении Наги Янаги. В качестве завершающей темы к сериям 1—4 и 6—12 выступила песня «Hello Alone» в исполнении Саори Хаями и Нао Тоямы, к серии 5 — «Hello Alone -Yui Ballade-» в исполнении Нао Тоямы, к серии 13 — «Hello Alone -Band Arrange-» в исполнении Саори Хаями и Нао Тоямы.
Начальной и завершающей композициями ко второму сезону заявлены «Harumodoki» в исполнении Наги Янаги и «Everyday World» в исполнении Саори Хаями и Нао Тоямы (в сериях 7 и 12 они исполняли её соло соответственно).
Начальной и завершающей композициями ко второму сезону заявлены «Megumi no Ame» в исполнении Наги Янаги и «Diamond no Jundo» в исполнении Саори Хаями и Нао Тоямы.

### Игры
Yahari Game demo Ore no Seishun Rabu Kome wa Machigatteiru. (яп. やはりゲームでも俺の青春ラブコメはまちがっている。 My Youth Romantic Comedy in Game is Wrong As I Expected., рус. Как я и думал, с романтической комедией моей юности в игре что-то не так.) — видеоигра для PlayStation Vita, выпущенная 5pb. 19 сентября 2013 года. Такуя Эгути, Хаями Саори и Нао Тояма озвучивали персонажей игры согласно своим ролям в аниме-адаптации. Ограниченное издание игры вышло в комплекте с OVA-серией. 5pb. также разработали для PlayStation Vita вторую игру, что адаптировала второй сезон аниме. Её выход был перенесен с 28 июля 2016 года на 27 октября 2016 года. Как и в случае с первой игрой, к ограниченному изданию прилагалась OVA-серия. 26 октября 2017 года обе игры вышли бандлом для PlayStation 4.